# París-Tours 1920
La París-Tours 1920 fue la 15.ª edición de la clásica París-Tours. Se disputó el 2 de mayo de 1920 y el vencedor final fue el francés Eugène Christophe que se impuso en solitario, en una edición donde solo consiguieron acabarla 18 corredores.  

## Clasificación general[3]
|    | Ciclista          | Equipo | Tiempo       |
| -- | ----------------- | ------ | ------------ |
| 1  | Eugène Christophe |        | 13h 22'30""" |
| 2  | Honoré Barthélémy |        | a 15'04"     |
| 3  | Albert Dejonghe   |        | a 18'02"     |
| 4  | Charles Juseret   |        | a 26'30"     |
| 5  | Jean Rossius      |        | a 49'30"     |
| 6  | Jules Masselis    |        | m.t.         |
| 7  | Romain Bellenger  |        | a 1h 19'30"  |
| 8  | René Vermandel    |        | m.t.         |
| 9  | Joseph Van Daele  |        | m.t.         |
| 10 | Alfred Steux      |        | a 1h 32'30"  |